# Breffu
Breffu était une dirigeante Akwamu connue pour sa participation à l'Insurrection des esclaves de Saint John de 1733 dans les Antilles danoises. Elle s'est suicidée avec 23 autres rebelles pour échapper à la capture lorsque la rébellion a périclité en 1734.

## Historique

### Insurrection des esclaves
Breffu a servi en tant qu'esclave dans une plantation appartenant à Pieter Krøyer à Coral Bay. Le 23 novembre 1733, en entendant le signal d'un canon tiré du Fort Frederik, Breffu entra dans la maison et tua Krøyer et sa femme. S'emparant de la poudre à canon et des munitions, et accompagnée d'un autre esclave, Christian, elle s'enfuit et se rendit à la maison de la famille Van Stell où elle tua trois membres de la famille.
Elle se suicida pour échapper à la capture et serait décédée en avril ou en mai 1734. Son corps a été découvert à Browns Bay, avec 23 autres rebelles qui s'étaient également suicidés. Un propriétaire de plantation a alors manifesté sa surprise: « L'un des leaders de la rébellion, Baeffu, qu'aucun de nous ne connaissait et que nous supposions être un homme ayant assassiné mon fils Pieter Krøyer et sa femme est une femme! ».

## Culture populaire
Breffu a été popularisée comme étant la « reine de Saint John » dans la pièce de théâtre Three Queens Chautauqua Series : Act I Queen Breffu. Dans une production de 2006, Breffu a été décrite par l’universitaire Jaweh David . Elle a également été une figure apparaissant sur les chars lors des célébrations de Saint John.